# Idioma anor
El idioma anor es una lengua papú hablada en la provincia de Madang, en Papúa Nueva Guinea.
Este idioma pertenece al grupo papú de las lenguas Ramu. Hacia el año 2000 la hablaban unas 980 personas, y es la 6.ª lengua más hablada en este país oceánico. No se considera una lengua en peligro de desaparición.